# 46e corps de blindés (Allemagne)
Le 46e corps de blindés (en allemand : XXXXVI. Panzerkorps) était un corps d'armée d'unités blindées (Panzer) de l'armée de terre allemande, la Heer, au sein de la Wehrmacht, pendant la Seconde Guerre mondiale.

## Historique
Le XXXXVI. Panzerkorps est formé le 14 juin 1942 à partir du XXXXVI. Armeekorps.

Il prend part à l'opération Barbarossa et combat à Kiev, Poutivl, Vyazma et Volokolamsk. Il combat plus tard à Rusa-Volokolamsk, Rjev, Viazma et Ielnia avant de participer à l'opération Zitadelle (Koursk). Il se retire dans la région de Svin en septembre 1943 et à Mozyr en décembre.
Il est transféré dans le secteur sud en janvier 1944 et combat à Vinnitsa et plus tard sur le Niester. Il se retire sur la Pologne et termine la guerre en Poméranie en se rendant aux forces britanniques.

## Organisation

### Commandants successifs
| Date                                | Grade                                          | Commandant                  |
| ----------------------------------- | ---------------------------------------------- | --------------------------- |
| 14 juin 1942 - 20 novembre 1942     | General der Infanterie                         | Hans Zorn                   |
| 20 novembre 1942 - 20 juin 1943     | Generalleutnant                                | Hans-Karl von Esebeck       |
| 20 juin 1943 - 2 août 1943          | General der Infanterie                         | Hans Zorn                   |
| 5 août 1943 - 21 mars 1944          | Generalleutnant puis General der Infanterie    | Hans Gollnick               |
| 22 mars 1944 - 3 juillet 1944       | General der Infanterie                         | Friedrich Schulz            |
| 3 juillet 1944 - 23 juillet 1944    | Generalleutnant                                | Fritz Becker                |
| 24 juillet 1944 - 28 août 1944      | Generalleutnant                                | Smilo Freiherr von Lüttwitz |
| 29 août 1944 - 20 septembre 1944    | Generalleutnant                                | Maximilian Felzmann         |
| 21 septembre 1944 - 19 janvier 1945 | Generalleutnant puis General der Panzertruppen | Walter Fries                |
| 19 janvier 1945 - 8 mai 1945        | General der Infanterie                         | Martin Gareis               |

## Théâtres d'opérations
- Pologne : mai 1941 - juin 1941
- Front de l'Est, secteur Centre : juin 1941 - janvier 1944
- Front de l'Est, secteur Sud : jan 1944 - août 1944
- Pologne : août 1944 - janvier 1945
- Prusse occidentale et Poméranie : janvier 1945 - mai 1945

## Ordre de batailles

### Rattachement d'Armées
| Date      | Armée          | Groupe d'Armées          |
| --------- | -------------- | ------------------------ |
| 1942      |                |                          |
| 14 juin   | 9. Armee       | Heeresgruppe Mitte       |
| Novembre  | 3. Panzerarmee | Heeresgruppe Mitte       |
| 1943      |                |                          |
| Janvier   | 3. Panzerarmee | Heeresgruppe Mitte       |
| Février   | 4. Armee       | Heeresgruppe Mitte       |
| Mars      | 2. Panzerarmee | Heeresgruppe Mitte       |
| Juillet   | 9. Armee       | Heeresgruppe Mitte       |
| Octobre   | 2. Armee       | Heeresgruppe Mitte       |
| 1944      |                |                          |
| Janvier   | z. Vfg.        | OKH                      |
| Février   | 1. Panzerarmee | Heeresgruppe Süd         |
| Avril     | 1. Panzerarmee | Heeresgruppe Südukraine  |
| Juillet   | 4. Panzerarmee | Heeresgruppe Nordukraine |
| Août      | 9. Armee       | Heeresgruppe Mitte       |
| Septembre | z. Vfg.        | Heeresgruppe Mitte       |
| Octobre   | 9. Armee       | Heeresgruppe Mitte       |
| Décembre  | 9. Armee       | Heeresgruppe A           |
| 1945      |                |                          |
| Janvier   | 9. Armee       | Heeresgruppe A           |
| Février   | z. Vfg.        | Heeresgruppe Weichsel    |
| Mars      | 2. Armee       | Heeresgruppe Weichsel    |
| Avril     | 3. Panzerarmee | Heeresgruppe Weichsel    |

### Unités subordonnées

#### Unités organiques
- Arko 101
- Panzerkorps-Nachrichten-Abteilung 446
- Korps-Kartenstelle (mot) 446
- Feldgendarmerie-Trupp (mot) 446
- Korps-Nachschubtruppen 446

#### Unités rattachées
1er juillet 1942
- 20. Panzer-Division
- 86. Infanterie-Division
- 328. Infanterie-Division
- 87. Infanterie-Division

8 août 1942
- 2. Panzer-Division
- 1. Panzer-Division
- 36. Infanterie-Division (mot)
- 342. Infanterie-Division

22 août 1942
- 2. Panzer-Division
- 36. Infanterie-Division (mot)
- 342. Infanterie-Division
- 78. Infanterie-Division

19 octobre 1942
- 2. Panzer-Division
- 36. Infanterie-Division (mot)
- 342. Infanterie-Division

23 décembre 1942
- 5. Panzer-Division
- 36. Infanterie-Division (mot)
- 342. Infanterie-Division

7 juillet 1943
- 102. Infanterie-Division
- 258. Infanterie-Division
- Gruppe von Manteuffel
- 7. Infanterie-Division
- 31. Infanterie-Division

26 décembre 1943
- 134. Infanterie-Division
- 1. SS-Brigade
- Kavallerie-Regiment Mitte
- 253. Infanterie-Division
- 16. Panzer-Division

24 novembre 1944
- 337. Volks-Grenadier-Division
- 73. Infanterie-Division

6 novembre 1944
- 337. Volks-Grenadier-Division
- 73. Infanterie-Division
- Festungs-Kommandant Warschau

1er mars 1945
- 389. Infanterie-Division
- 4. Panzer-Division
- 227. Infanterie-Division
- Sperr-Brigade 1

### Sources
- (de) XXXXVI. Panzerkorps sur lexikon-der-wehrmacht.de